# АЕС Гінклі-Поїнт
АЕС Гінклі-Поїнт (англ. Hinkley Point Nuclear Power Station) — атомна електростанція в графстві Сомерсет Південно-Західної Англії.
Станція розташована на березі Бристольського каналу (затоки) Атлантичного океану, за 9 миль від міста Бріджуотер.

## АЕС Гінклі-Поїнт А
АЕС Гінклі-Поїнт А має два газо-графітові ядерні реактори типу Magnox, потужністю по 267 МВт, які були включені в мережу в 1965 році.
23 травня 2000 року обидва реактори було зупинено для виведення з експлуатації.

## АЕС Гінклі-Поїнт В
Будівництво другої черги АЕС розпочалося у 1967 році, консорціумом The Nuclear Power Group (TNPG). АЕС було запущено 5 лютого 1976 року. У її складі два реактори типу AGR (покращений реактор з газовим охолодженням) по 655 МВт, розроблені компанією TNPG, турбіни — фірмою General Electric Company.
Графік закриття: T_HINB-7 - 14 травня 2022, T_HINB-8 - 10 травня 2022 р.

## АЕС Гінклі-Поїнт C
Після майже 20-річної перерви розпочато будівництво реактора на майданчику Гінклі-Поїнт C (першої британської АЕС за 20 років).
Раніше планувалося побудувати 4 нових реактори типу EPR відповідно до угоди про ціноутворення на електроенергію, укладеної з урядом, однак буде побудовано два реактори.

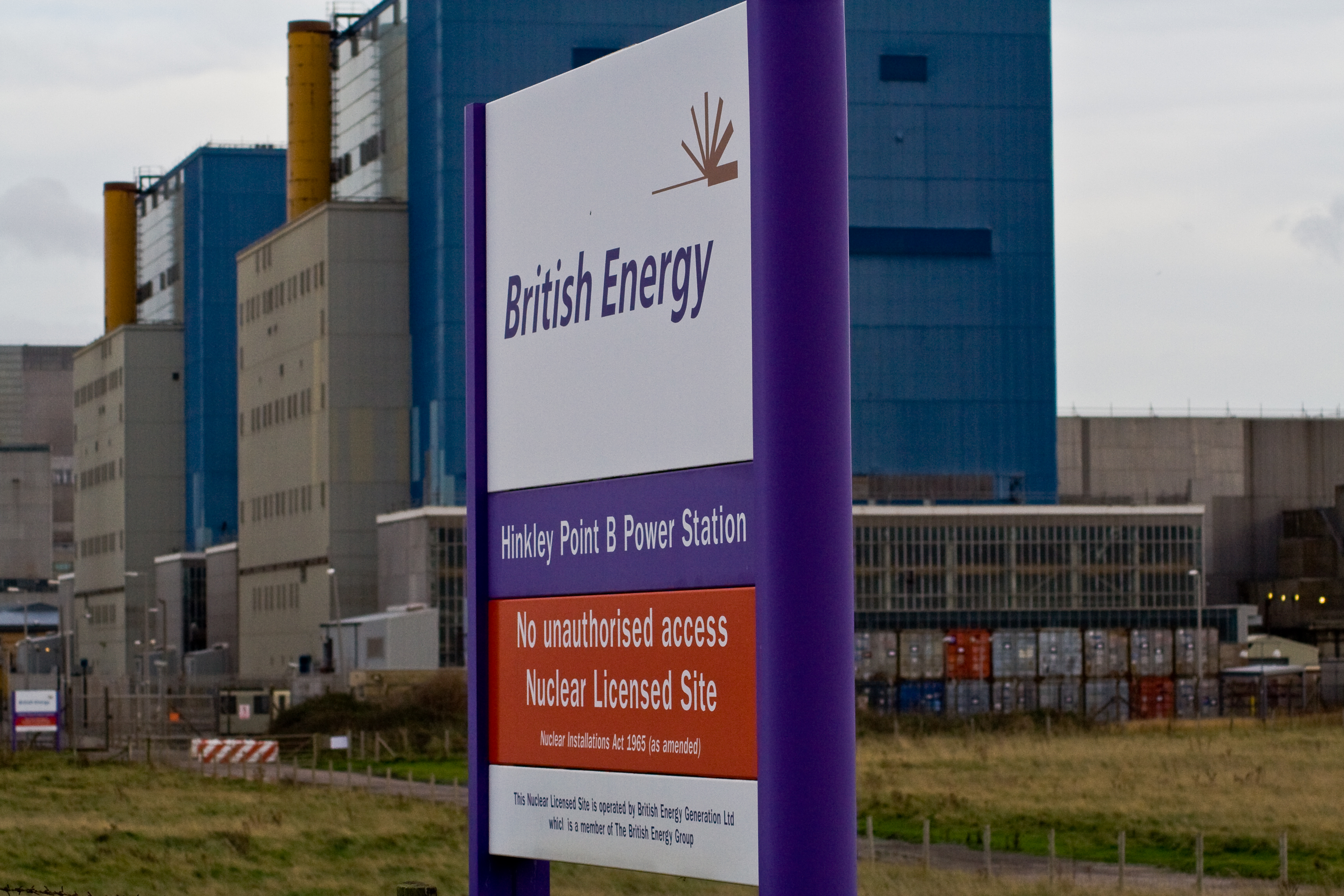
Хінклі Пойнт реактор В

Реактор EPR пройшов оцінку конструкції британським Управлінням з ядерного регулювання (Office for Nuclear Regulation), поряд з AP1000 від Westinghouse; прийняття проміжних проектів було відкладено доти, доки не було враховано досвіду аварії на АЕС «Фукусіма».
У 2009 році EDF Energy придбала британську компанію British Energy.
Для підтримки будівництва Areva підписала угоду про стратегічне партнерство з Rolls-Royce.
19 березня 2013 року було надано згоду на планування будівництва електростанції, але все ще потрібно завершити складні переговори з урядом Великої Британії про ціноутворення на електроенергію та фінансування проекту з приватними інвесторами.
21 жовтня 2013 року EDF Energy оголосила про досягнення домовленості щодо будівництва атомної станції. EDF Group та уряд Великої Британії погодили основні комерційні умови інвестиційного контракту. Остаточне інвестиційне рішення було зумовлене завершенням інших ключових кроків, включаючи згоду Європейської комісії. 8 жовтня 2014 року Європейська комісія оголосила про свою згоду, при цьому на користь проекту виступили 16 із 28 членів комісії.
21 вересня 2015 року британський уряд оголосив, що надасть пакет підтримки в 2 млрд фунтів на будівництво Hinkley Point C. 21 жовтня 2015 року, під час державного візиту Сі Цзіньпіна до Великої Британії EDF Energy та CGN уклали інвестиційну угоду на 18 млрд фунтів (20 млрд євро) для будівництва двох реакторів у Хінклі-Пойнт, проте юридично обов'язкові контракти тоді не були підписані.